# Манакінові
Манакінові (Pipridae) — родина лісових птахів ряду горобцеподібних (Passeriformes).
Включає дрібних, кругленьких і яскраво забарвлених птахів, схожих на синиць. Довжина тіла 8,5—16 см, маса 9—34 г. Крила і хвіст короткі, оперення у самців чорне з жовтим, червоним, білим, рідше з блакитним; оперення самок зеленувате.
Поширені в тропічних лісах Центральної і Південної Америки. В період розмноження самці токують поодинці, парами або групами по 5—10 (до 70) самців на майданчиках, розчищених на землі, або на гілках. У гніздуванні самці ніякої участі не беруть. Ці птахи будують чашеподібні гнізда, що зазвичай розташовуються невисоко від землі, серед густої порослі. У кладці 2 білих або рудуватих з бурими плямами яйця. Висиджування триває 17-21 днів, пташенята сидять в гнізді 13-15 днів. Харчуються ягодами, дрібними плодами, комахами.
В родині 51 вид, в основному вони поширені у лісах Амазонії і гірських лісів східних схилів Анд, в решті районів Південної Америки (за винятком району Оріноко) вони малочисленні.

## Роди
- Малиновоголовий манакін (Antilophia)
- Ceratopipra
- Манакін-червононіг (Chiroxiphia)
- Chloropipo
- Манакін-бородань (Corapipo)
- Зелений манакін (Cryptopipo)
- Ліановий манакін (Heterocercus)
- Манакін-шилохвіст (Ilicura)
- Салтарин (Lepidothrix)
- Манакінчик (Machaeropterus)
- Манакін-короткокрил (Manacus)
- Золотокрилий манакін (Masius)
- Манакін-вертун (Neopelma)
- Манакін (Pipra)
- Білоголовий салтарин (Pseudopipra)
- Манакін-стрибун (Tyranneutes)
- Чорний манакін (Xenopipo)